# Carausius II.
Carausius II. ist der Name einer hypothetischen Person der Spätantike, die in der Regierungszeit des römischen Kaisers Constantius II. zwischen 354 und 358 in Britannien Anspruch auf eine Mitregentschaft erhoben haben soll. 
Das Konterfei des Carausius – nicht zu verwechseln mit dem gleichnamigen Gegenkaiser des späten 3. Jahrhunderts – ist bekannt von etwa 20 Bronzemünzen, die in Südengland gefunden wurden und die Legende CARAVSIVS CES tragen; CES ist möglicherweise eine Verballhornung von CAES (für Caesar) oder, einer anderen Interpretation zufolge, die Kurzform von CENSERIS. 
Historiker gehen davon aus, dass ein Caesar bzw. Usurpator Carausius in der Mitte des 4. Jahrhunderts nicht existiert hat und seine Münzen Fälschungen sind. Dies auch, weil es an zweifelsfreien epigraphischen und jeglichen historiographischen Zeugnissen mangelt.